# Vetenskapsåret 1957

## Händelser

### Astronomiochrymdfart

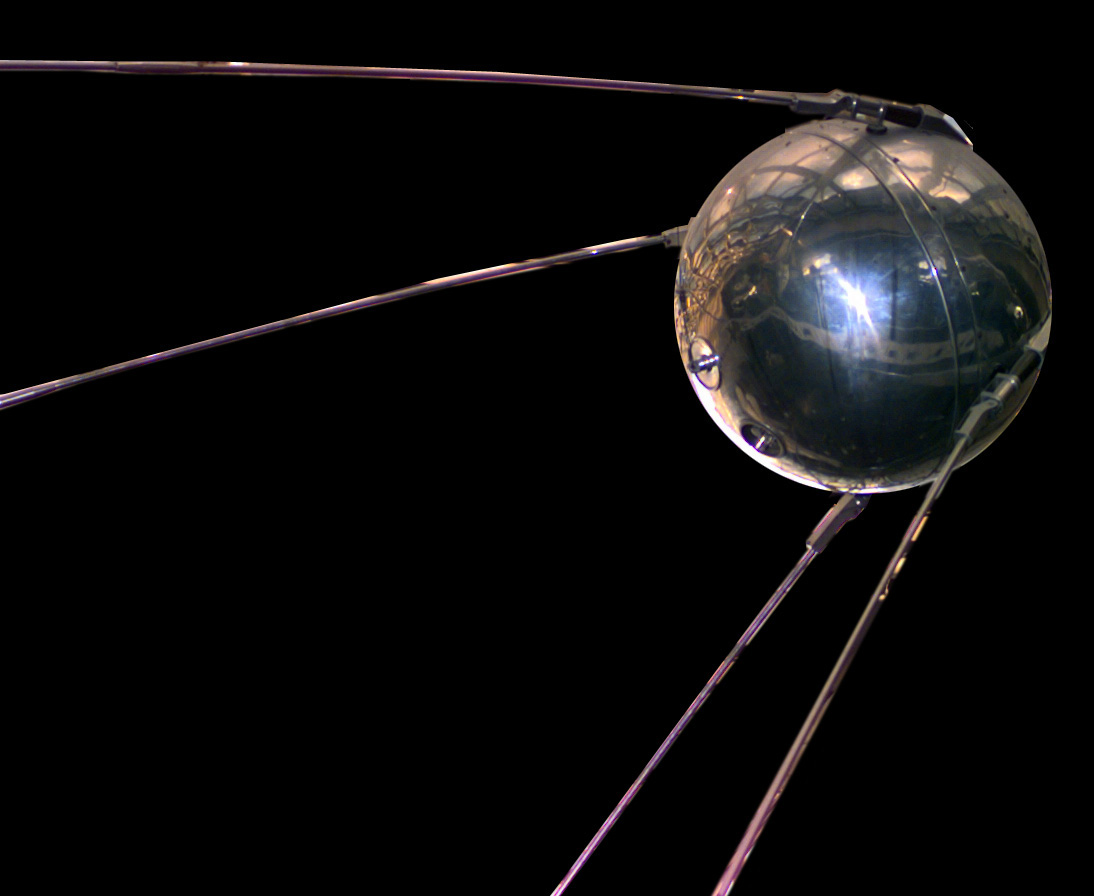
Sputnik 1.

- 4 oktober - Sovjetunionen sänder upp Sputnik 1, världens första konstgjorda satellit, i omloppsbana runt jorden [1].
- 3 november - Sovjetunionen sänder upp sin andra satellit, Sputnik 2, som också har en passagerare - hunden Lajka [1].
- Okänt datum - Arend-Rolands komet siktas för första gången [2].

## Pristagare
- Bigsbymedaljen: Percy Edward Kent [3]
- Copleymedaljen: Howard Florey
- Brinellmedaljen: Bo Kalling
- Nobelpriset: [4]
  - Fysik: Chen Ning Yang, Tsung-Dao Lee
  - Kemi: Alexander Robertus Todd
  - Fysiologi/medicin: Daniel Bovet
- Wollastonmedaljen: Paul Fourmarier [5]

## Födda
- 18 mars - Christer Fuglesang, docent i partikelfysik och den första svenska rymdfararen.

## Avlidna
- 8 februari – Walther Bothe, tysk fysiker, matematiker och kemist, nobelpristagare.
- 21 juni – Johannes Stark, tysk fysiker, nobelpristagare.
- 5 augusti – Heinrich Wieland, tysk kemist, nobelpristagare.
- 16 augusti – Irving Langmuir, amerikansk kemist och fysiker, nobelpristagare.
- 26 oktober – Gerty Cori, amerikansk biokemist, nobelpristagare.

### Fotnoter
1. 1 2   20:e århundrades När Var Hur - 1957, Bernt Himmelstedt, Forum, 1999
2. ↑  Så funkar universum, James Muirden
3. ↑  ”Geological Society”. Arkiverad från originalet den 5 juni 2011. https://web.archive.org/web/20110605101836/http://www.geolsoc.org.uk/gsl/society/history/page753.html. Läst 13 april 2011.
4. ↑  ”Nobelpriset”. http://nobelprize.org/nobel_prizes/lists/all/index.html. Läst 10 april 2011.
5. ↑  ”Geological Society”. Arkiverad från originalet den 5 juni 2011. https://web.archive.org/web/20110605102217/http://www.geolsoc.org.uk/gsl/society/history/page750.html. Läst 14 april 2011.